# Polychrysia esmeralda
Polychrysia esmeralda là một loài bướm đêm trong họ Noctuidae.